# 小行星9250
小行星9250（9250 Chamberlin）是一颗绕太阳运转的小行星，为主小行星带小行星。该小行星于1960年9月19日发现。

## 轨道参数
小行星9250的轨道半长轴为468 830 976 km，3.1338969 UA，离心率为0.199。